# Platt organisation
Platt organisation är ett uttryck som avser en horisontellt och inte en vertikalt uppbyggd organisation. Den kan ha ett samordnande centrum eller sakna ett sådant, men makten och inflytandet är jämnt fördelad och inte uppdelad i nivåer av hierarkier. Direktdemokrati är ett viktigt inslag. Exempel på en nutida platt organisation är EZLN, Zapatistarmén för nationell befrielse, i Chiapas, Mexiko. Motsatsen är en hierarki, det vill säga en pyramidformad maktstruktur där makten koncentreras i toppen och minskar mot basen. [källa behövs]
Horisontell arbetsledning innebär i många fall att informationen inom företaget är lättillgänglig för alla medarbetare och organisationen är uppbyggd på kommunikation och ett flöde av information mellan avdelningar. Informell struktur är en av grunderna i en platt organisationsstruktur. En platt organisation med en horisontell arbetsledning kan även sägas vara decentraliserad, eftersom arbetsuppgifterna är utspridda och medarbetarna själva har ett större ansvar över sina arbetsuppgifter, en demokratisk arbetsprocess.
Ett exempel på en typ av platt organisationsstruktur är projektorganisationer, där man inom själva projektgrupperna kan ha en mer horisontell arbetsdelning. Projektgrupperna bygger på ett stort eget ansvar och samarbete inom gruppen för att nå tydliga mål. Även professionsbyråkrati som är präglad av horisontell specialisering och decentralisering är ett exempel på platt organisationsstruktur. Det kan till exempel vara sjukhus och universitet.
Mindre organisationer har ofta en platt struktur, om organisationen växer kan hierarkiska system utvecklas för att underlätta styrning och beslutsfattning. Organisationer som utvecklar mer hierarkiska system är mer formella och har en vertikal arbetsledning, d.v.s. ingen platt organisation. I en platt organisation får man frihet under ansvar vilket innebär att personalen har mer varierade uppgifter och gruppen har all kunskap som behövs vid beslutstagande.
Fördelarna med en centraliserad organisation är att beslut oftast kan tas snabbt vid krissituationer, dock så kan den decentraliserade organisationen ta rätt beslut snabbare eftersom relevant kunskap oftast finns närmast problemet.
Organiskt system är en del av den platta strukturen, vilket betyder att befattningarna i den renodlade teorin är odefinierade, mer ansvarstagande och flexibla i arbetet, mer lojala arbetare mot företagets utveckling samt större tillit till ledningen jämfört med i det mekaniska systemet. 

## Platt organisation

### Fördelar[3]
- Demokratisk beslutsprocess
- Tillit och intuition
- Förtroende skapar trygghet
- Hög arbetsmotivation
- Stor flexibilitet och snabbhet på operativ nivå
- Hög social trivsel

### Nackdelar[4]
- Otydlig företagsstruktur
- Ingen fast position, leder till otrygghet
- Konflikter i beslutsprocesser